# Arnad
Arnad (1976-ig Arnaz, frankoprovanszálul Arnà) egy olasz község Valle d'Aosta régióban. Az Olivetti Tecnost nanotechnológiai kutatóintézetének székhelye.

## Látnivalók

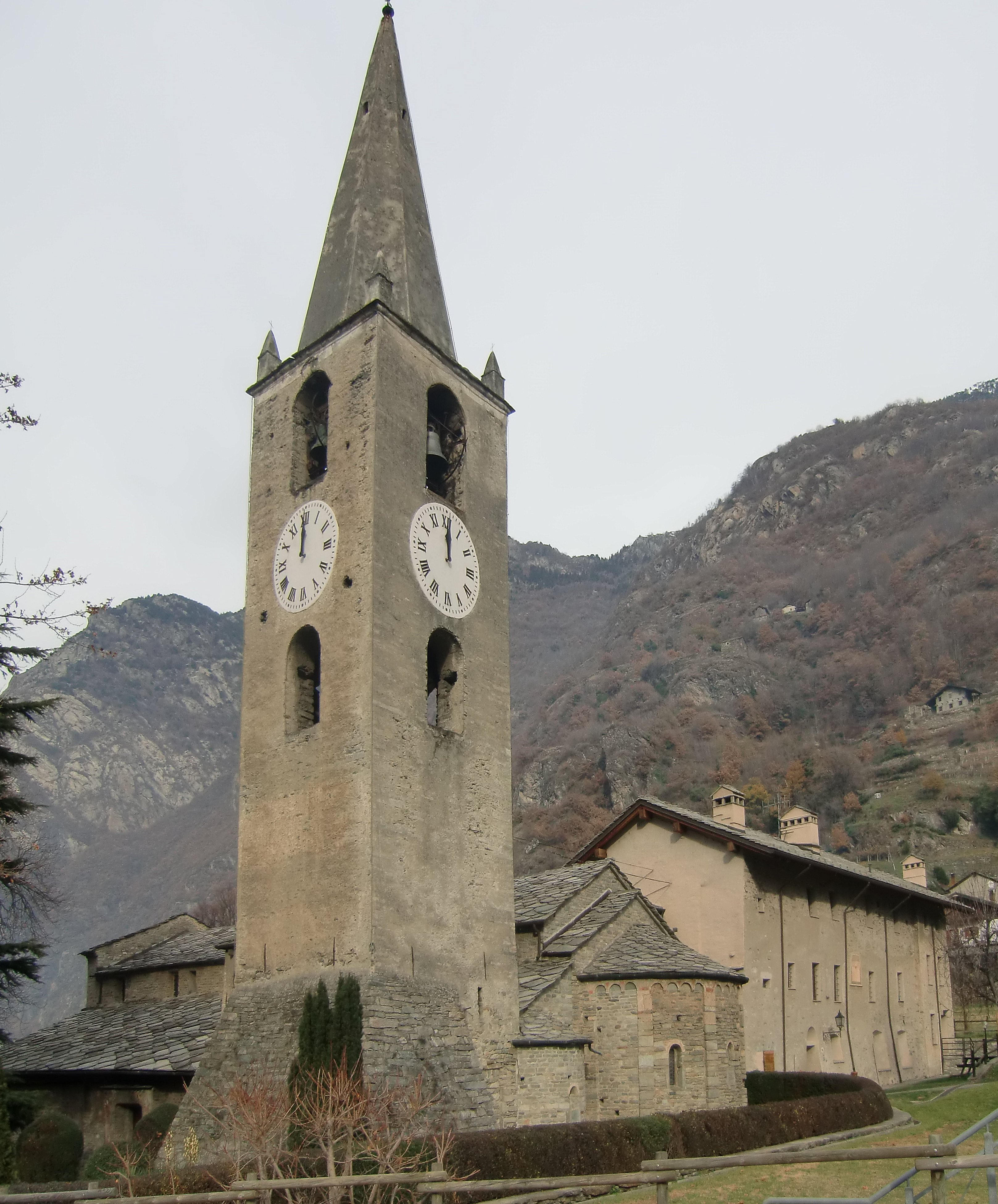
A San Martino templom

- San Martino di Tours parókiatemplom
- Notre-Dame-des-Neiges szentély
- a Vallaise kastély
- az arnadi kastély
- az Échallod-híd

### Fordítás
- Ez a szócikk részben vagy egészben  az   Arnad című olasz Wikipédia-szócikk fordításán alapul.  Az eredeti cikk szerkesztőit annak laptörténete sorolja fel. Ez a jelzés csupán a megfogalmazás eredetét és a szerzői jogokat jelzi, nem szolgál a cikkben szereplő információk forrásmegjelöléseként.